# .bf
.bf je vrhovna internetska domena (country code top-level domain - ccTLD) za Burkinu Faso. Domenom upravlja DELGI.

## Vanjske poveznice
- IANA .bf whois informacija  Arhivirana inačica izvorne stranice od 16. svibnja 2008. (Wayback Machine)